# Code Lyoko (videojuego)
Code Lyoko, en castellano Código Lyoko, es un videojuego de acción y de rol basado en la serie animada francesa de Code Lyoko, siendo el primer videojuego basado en dicha serie. El juego ha sido desarrollado por DC Studios y distribuido por The Game Factory para Nintendo DS, llegando al mercado en mayo del 2007 en Estados Unidos, en junio del 2007 en Australia y en noviembre del mismo año en Europa, no habiendo visto la luz en tierras niponas.

## Trama
El juego, al igual que la serie, sigue las aventuras de cuatro estudiantes que descubren la existencia de un universo paralelo misterioso llamado Lyoko. Los cuatro, Jeremy Odd Ulrich y Yumi descubren que tanto la Tierra como Lyoko están amenazados por un virus múltiple llamado X.A.N.A, el cual ha infectado al superordenador que lo controla todo. Los chicos deberán compaginar su vida normal de estudiantes con la misión de convertirse en héroes.

## Juego
El juego Code Lyoko se mueve entre el mundo real, en 2D, y el universo de Lyoko, en 3D. El juego contiene 15 episodios basados en la 1ª, 2ª y 3ª temporada de la serie de dibujos. A la hora de luchar, utiliza un amplio rango de habilidades: disparos, lucha, resolución de rompecabezas y exploración (aunque, sorprendentemente, no hay capacidad de salto, una habilidad casi imprescindible en la serie).

## Monstruos que aparecen en el videojuego
Además de los monstruos normales vistos en la serie, el videojuego para la Nintendo DS introduce nuevos tipos de monstruos. Entre otras diferencias, cabe destacar que en el juego no basta con pegar al ojo de estas criaturas, que es su punto débil en la serie, ya que el juego introduce nuevos puntos débiles que no se especifican. 

### Monstruos oscuros
Son oscuros con temas de variaciones en el nivel monstruos. Ellos poseen las mismas armas que sus homólogos normales, pero tienen una mayor defensiva y capacidad ofensiva, lo que les hace más peligrosos. La oscuridad monstruos introducido en este juego son cucarachas oscuras y avispas oscuras.

### Cucaracha explosiva
El juego introduce a una nueva cucaracha, de color verde, que al ser atacada se hincha y explota, al explotar causa daño a los personajes.

### Ácaros
Tienen una esfera que sirve como su cabeza y las piernas que parecen algo así como unas medusas (se parecen más a una lámpara). Son débiles al fuego, lanzan bolas amarillas de energía por la boca que tienen un tiempo de recarga, Lo que otorga al jugador un tiempo de ventaja bien aprovechable. Ellos son poco inteligentes. Caminan fuera del borde de una plataforma solo para mantenerse fuera del alcance del jugador. Estos monstruos solo deambulan en torno al sector 5 y tienden a aparecer en los grupos con enredaderas.

### Escorpión
Solo existe uno en el videojuego, utilizado como el último jefe. En apariencia, algo que se asemeja a una araña, aunque más grande y con más músculo. El músculo es visible, haciendo que la criatura parece como si no tiene la piel donde debe. En lugar de las enredaderas palo-como las piernas, el Escorpión tiene dos grandes, dos dedos de armas. Su torso está dominada por una gran y visible ribcage, las armas cada vez más de uno y otro lado en la parte superior. Su cabeza está unido por una gruesa, musculosos cuello, y tiene un gran pico. Al igual que las enredaderas, el Escorpión tiene una cola (con la que hace la mayoría de los ataques), aunque su cola es mucho más grande y tiene una púa en el extremo (de ahí su nombre). El Escorpión se extiende hacia abajo a sus oponentes a pesar de pura fuerza. Por lo tanto se ejecuta en el oponente su cola sobre el terreno para crear un terremoto. También cuenta con un láser disparado desde su pico. En el juego, la lucha con el Escorpión ocurre cuatro veces, una para cada Guerrero de Lyoko. Huye después de una cierta cantidad de daños, lo que la próxima batalla con el siguiente carácter. La única forma de vencerle es dándole por debajo de la cola hasta que huya.

### Volcanoide
Los volacanoides son monstruos que aparecieron en Code Lyoko: Quest for Infinity y Code Lyoko: Fall of XANA. En primer lugar, aparecen en el sector de hielo. Tienen dos piernas, el ojo de XANA gigante y son muy fuertes y grandes. A veces tienen un escudo que solo puede ser destruido por el ataque de la triplicación de Ulrich. Se encuentran principalmente en la Replika Volcán, pero se pueden encontrar en cualquier parte de Lyoko u otras Replikas.

### Insectos
Los insectos son uno de los monstruos de XANA que solo han hecho apariciones en los juegos de Code Lyoko: Fall of XANA y Code Lyoko: Quest for Infinity. Los insectos parecen avispas, salvo que son más grandes, más fuertes y tienen unos depósitos negros. En el juego de DS, parecen residir principalmente en el sector del bosque. Sus principales armas son la explosión de minas similares a las de las mantarrayas, excepto que no requieren contacto para explotar.

### Avispas explosivas
Las avispas explosivas son criaturas similares a un avispón normal pero el triple de rápidas y de color negro con rallas rojas en los lados. Si dicha criatura se te acerca, explota causando daños al personaje del videojuego.

### Enemigo final
El enemigo final es una mezcla entre un escorpión y una tarántula que no aparece en la serie. Es necesario ir neutralizándolo poco a poco, combinando cada vez un personaje distinto, siendo la primera Yumi y la última Aelita. La batalla se realiza en el sector 5.